# 高樹千佳子の AL MIO PASSO
高樹千佳子の AL MIO PASSO（たかぎちかこのアルミオパッソ）は、2005年1月1日から2007年6月30日までTOKYO FMにて、土曜日21:30～21:55（日本標準時）に放送されていたラジオ番組。メインスポンサーは山田建設で、冠名を付した正式タイトルは「山田建設 Presents 高樹千佳子の AL MIO PASSO」。パーソナリティは、タレントの高樹千佳子。

## 番組の開始～終了までの経緯
高樹は番組がスタートする前年（2004年）の12月23日オンエアされた長時間の特番で自身初となるラジオ番組のパーソナリティを務め、それがきっかけになったといわれている。
そして年が明けた2005年1月1日に放送開始。当初は高樹のトークやリスナーからの投稿などが中心の番組であったが、高樹が芸能界でも屈指の“音楽マニア”ということもあり徐々にトークから音楽情報番組の要素が強くなっていった。番組の末期は完全に音楽情報番組と化していた。
しかし2007年6月30日、番組開始と同時期に高樹がCM出演していたメインスポンサーの山田建設と高樹との契約が終了したために番組も同時に終了することになった。改編期（3月・9月）でないにもかかわらずこのような形で自身初の番組が終了したことについて、高樹本人も自身のブログで「大人の事情で番組を終了することとなった」などと、その悔しさを語った。
だが終了から10ヵ月後となる2008年4月、高樹は同じTOKYO FMで生放送されている土曜昼の人気長寿番組「DHC COUNTDOWN JAPAN」の9代目アシスタントに抜擢された。
さらに、2009年5月からは初のAMラジオ（TBSラジオ）にて久しぶりの単独パーソナリティによるラジオ番組「TOYOTA PRIUS Presents　～高樹千佳子のハイブリッドな週末」もスタート。オープニングの軽快なトークやBGMはかつての「AL MIO PASSO」を髣髴とさせるものである。

## ネット局
- 2005年1月1日（放送開始）～2007年6月30日；TOKYO FM
- 2005年1月1日～2006年3月；FM AICHI
- 2005年1月1日～2005年3月；fm osaka

ネット局はノースポンサーで、CM中は音楽が流れるだけだった。

## 番組の内容
- リスナーからのメッセージ紹介（毎回番組の前半と後半に1通ずつ取り上げる）
- チカリンのサウンドドロップス（高樹が推薦する洋楽を中心とした楽曲を、テーマに沿って自らの解説で紹介）
※音源（著作権の絡む音楽はカットしてある）は放送後インターネットのオンデマンド放送（次回放送までの1週間限定）でも楽しむことが出来る。なお2006年4月より、収録時の裏話などを収めた動画配信も行われていた。
- 番組開始当初は本人のフリートークが中心となっていたが、最終期には前述の「チカリンのサウンドドロップス」が番組の中心となり高樹本人のプライベートを垣間見られる機会は当初に比べ減っていた。

### 公開収録
- 2006年3月17日収録で、つくばエクスプレスつくば駅前｢つくばクレオスクエア Q`t｣イベント広場でスポンサー（東京FMのみ）の山田建設が建設したマンション・「ミオカステーロつくば竹園」の分譲募集開始を記念して、同マンションのCMに出演するサッカー解説者・井原正巳とのトークライブを開催し、その模様を2006年3月25日、4月1日に放送。